# Маккейб-Локос, Максвелл
Максвелл Маккейб-Локос (англ. Maxwell McCabe-Lokos; род. в 1978 в Торонто, Онтарио, Канада) — канадский актёр и музыкант..

## Биография
Родился в 1978 году в Торонто, Канада. Некоторое время был клавишником в музыкальной группе «The Deadly Snakes», исполняющей гаражный рок. Первую роль в кино получил в 1999 году, но активно сниматься начал с 2003.
Одной из первых крупных работ для актёра стал фильм «Земля мёртвых» (2005) режиссёра Джорджа Ромеро, где он сыграл наёмника по прозвищу «Мышка». Впоследствии Маккейб-Локос часто играл второстепенные роли в известных фильмах., таких как например «Макс Пэйн», экранизация одноимённой игры, в котором его героем стал преступник и наркоман Даг. Одну из немногочисленных в своей карьере главных ролей он сыграл в комедийном фильме Брюса Макдональда «Муж» (2013).

## Фильмография
| Год       |   | Русское название         | Оригинальное название     | Роль                        |
| --------- | - | ------------------------ | ------------------------- | --------------------------- |
| 2003      | с | Отдел мокрых дел         | Blue Murder               | Николас Ричардс             |
| 2005      | ф | Земля мёртвых            | Land of the Dead          | «Мышка»                     |
| 2005      | ф | Тот самый человек        | The Man                   | водитель                    |
| 2006      | ф | Охранник                 | The Sentinel              | продавец в магазине         |
| 2007      | ф | Ларс и настоящая девушка | Lars and the Real Girl    | Курт                        |
| 2008      | ф | Невероятный Халк         | The Incredible Hulk       | таксист                     |
| 2008      | ф | Макс Пэйн                | Max Payne                 | Даг                         |
| 2009      | с | Быть Эрикой              | Being Erica               | телохранитель               |
| 2012      | с | Читающий мысли           | The Listener              | Чарли Энцо                  |
| 2012      | с | Легавый                  | Copper                    | Тунгус Макклогерти          |
| 2013      | ф | Муж                      | The Husband               | Генри Андреас               |
| 2014      | ф | Волки                    | Wolves                    | Морроу                      |
| 2015      | с | Киллджойс                | Killjoys                  | Спайдер Дракос              |
| 2015      | с | Расследование Мёрдока    | Murdoch Mysteries         | Лиам Бертрам                |
| 2016      | с | Девушка по вызову        | The Girlfriend Experience | клиент                      |
| 2016      | с | 12 обезьян               | 12 Monkeys                | Реджинальд                  |
| 2017      | с | Шиттс Крик               | Schitt's Creek            | Кэл                         |
| 2017—2019 | с | Стальная звезда          | Tin Star                  | Дэниел «Дэнни» Лайл-младший |
| 2019      | с | Уэйн                     | Wayne                     | Эрик                        |
| 2020      | ф | Поступь хаоса            | Chaos Walking             | житель Прентисстауна        |
| 2021      | с | Y. Последний мужчина     | Y. The Last Man           | Рэйф                        |
| 2021—2022 | с | Станция Одиннадцать      | Station Eleven            | Влад                        |